# (33694) 1999 KN
1999 KN (asteroide 33694) é um asteroide da cintura principal. Possui uma excentricidade de 0.12160940 e uma inclinação de 13.09484º.
Este asteroide foi descoberto no dia 16 de maio de 1999 por CSS em Catalina.